# Шульгин, Виктор Фёдорович
Виктор Фёдорович Шульгин (род. 23 января 1957, Бахчисарайский район, Крымская область) — советский, украинский и российский химик, доктор химических наук (1995), профессор (1996). Руководитель Крымской научной школы физико-неорганической химии.

## Биография
Родился 23 января 1957 года в с. Подгородном Бахчисарайского района. В 1979 году окончил факультет естественных наук Симферопольского государственного университета имени М. В. Фрунзе, в 1984 году — аспирантуру Киевского государственного университета имени Т. Г. Шевченко.
В 1985 году в специализированном совете при Институте органической химии АН УССР защитил кандидатскую диссертацию «Реакции амидов имидофосфеновой кислоты с органическими соединениями непереходных металлов» (научные руководители — член-корреспондент АН УССР, профессор Л. Н. Марковский и член-корреспондент АН УССР, профессор В. В. Скопенко). В 1995 году в специализированном совете при Физико-химическом институте имени А. В. Богатского НАН Украины защитил диссертацию на соискание степени доктора химических наук «Координационные соединения 3d-металлов с хлорарилоксикарбоновыми кислотами и их азотсодержащими производными».
Трудовую деятельность начал лаборантом (1977—1979), продолжил ассистентом (1984—1993), доцентом кафедры общей химии СГУ имени М. В. Фрунзе. В 1993–1999 годах — заведующий кафедрой. В 1996 году присвоено учёное звание профессора. В 1999—2013 годах работал заведующим кафедрой общей и физической химии Таврического национального университета имени В. И. Вернадского, с 2010 по 2014 год — проректором по научной работе университета. С 2015 года — заведующий кафедрой общей и физической химии Таврической академии Крымского федерального университета имени В. И. Вернадского.
В 2017 году стал руководителем центра коллективного пользования «Спектральные методы анализа», открытого на базе научно-исследовательской лаборатории химии и высоких технологий кафедры общей и физической химии Таврической академии КФУ имени В. И. Вернадского.

## Научная и общественная деятельность
Сфера научных интересов — координационная химия карбоновых кислот и их производных, спектроскопия электронного парамагнитного резонанса. 
Под руководством профессора В. Ф. Шульгина защищено десять кандидатских и две докторских диссертаций.
Является экспертом ВАК России, Российской академии наук и конкурсной комиссии по присуждению премий студентам образовательных организаций высшего образования и назначению грантов молодым учёным при Комитете Государственного совета Республики Крым по образованию, науке, молодёжной политике и спорту; членом Крымского регионального экспертного совета Российского фонда фундаментальных исследований, редакционной коллегии журналов «Учёные записки Крымского федерального университета имени В. И. Вернадского» (серия: «Биология. Химия») и «Координационная химия».

## Награды
- Премия имени К. И. Щёлкина Крымского областного комитета ЛКСМУ в области науки, техники и производства (1989)[1]
- Почётное звание «Заслуженный работник образования Автономной Республики Крым» (2004)[6]
- Почётная грамота Совета министров Автономной Республики Крым (2005)[7]
- Государственная премия Украины в области науки и техники (2007, в составе авторского коллектива) — за цикл научных работ «Супрамолекулярные координационные соединения»[8]
- Почётная грамота Президиума Верховной Рады Автономной Республики Крым (2008; 2013)[9][10]
- Премия имени В. И. Вернадского Таврического национального университета имени В. И. Вернадского[11]
- Медаль Республики Крым «За доблестный труд» (2024)[12]